# Llista d'alcaldes de Sant Pere de Ribes
A continuació es mostra una Llista d'alcaldes de Sant Pere de Ribes des del segle xvii. L'alcalde o batlle és la màxima autoritat política de l'Ajuntament de Sant Pere de Ribes.

## Llistat
- ?-1657. Joan Montaner de la Carretera
- 1657-1660. Pere Miró de Montgròs
- 1660-1662. Jaume Roig de la Serra
- 1662-1677. Francesc Puig del Maset (actualment "Can Puig")
- 1677-1681. Joan Montaner de la Carretera
- 1681-1685. Francesc Puig del Maset (actualment "Can Puig")
- 1686-1690. Josep Puig del Maset (actualment "Can Puig")
- 1890-1894. Pere Cuadras i Feixes
- 1901-1904. Pere Miret i Cerdà
- 1904-1906. Joan Milà i Giralt
- 1906-1910. Pere Miret i Mata
- 1910-1914. Pere Miret i Cerdà
- 1914-1916. Josep Giralt i Puig
- 1916-1920. Josep Puig i Miret
- 1920-1922. Pere Miret i Cerdà
- 1922-1923. Josep Ricart i Rovira
- 1923-1924. Josep Pascual i Vidal
- 1924-1928. Josep Cuadras i Cuadras
- 1928-1930. Joan Giralt i Robert
- 1930-1931. Salvador Miret i Massó
- 1931-1934. Joan Cuadras i Marcer
- 1934-1936. Ramon Tallaví i Borràs
- 1936-1937. Joan Cuadras i Marcer
- 1937. Pere Bertran i Milà
- 1937. Joan Colomer i Carbonell
- 1938. Eugeni Pascual i Ferré
- 1939-1940. Salvador Miret i Massó
- 1940-1946. Ramon Miret i Massó
- 1946-1952. Josep Coll i Carbonell
- 1952-1958. Miquel Bertran i Vidal
- 1958-1963. Pere Miret i Milà
- 1963-1973. Climent Rossell i Colomer
- 1973-1979. Miquel Coll i Castany
- 1979-1991. Xavier Garriga i Cuadras
- 1991-1995. Josep Antoni Blanco Abad
- 1995-1999. Xavier Garriga i Cuadras
- 1999-12 de setembre de 2013. Josep Antoni Blanco Abad[1][2][3]
- 20 de setembre de 2013 - 18 de juliol de 2014. Anna Gabaldà Felipe[4][5]
- 24 de juliol de 2014 - 2015. Lluís Giralt i Vidal[6][7]
- 13 de juny de 2015 - 7 de novembre de 2024. Abigail Garrido[8][9]
- 9 de novembre de 2024 - Ana María Herrera Blanco[9]